# المعهد الوطني للرصد الجوي

شعار المعهد الوطني للرصد الجوي

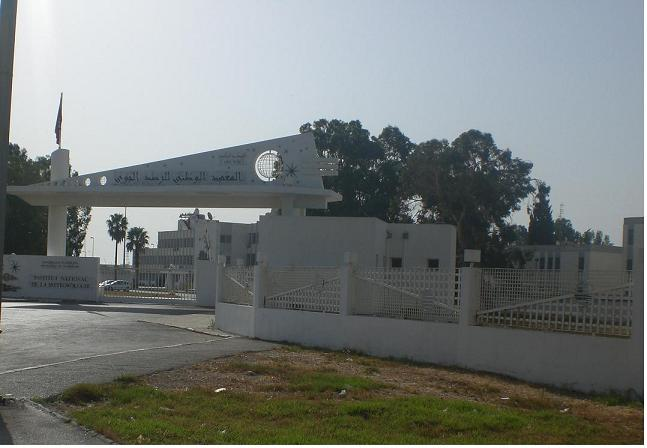
مدخل المعهد الرصد الجوي بتونس

المعهد الوطني للرصد الجوي هو مؤسسة عمومية تونسية ذات صبغة إدارية تعود بالنظر إلى وزارة النقل. وقد بعث عام 1974.

## من مهامه
من المهام التي يقوم المعهد الوطني للرصد الجوي القيام بها:
- قيس وتسجيل العناصر الجوية.
- تسجيل الزلازل وتحديد مواقعها.
- المشاهدة الفلكية، تحديد تواريخ الأعياد وبداية الأشهر القمرية.
- التوقعات الجوية.
- تلبية حاجات مختلف قطاعات الاقتصاد الوطني في مجال معطيات الرصد الجوي والجيو-فيزيا.

## لمحة تاريخية
تمت أول عملية رصد جوي في البلاد التونسية عام 1873، وفي عام 1885 بعثت أول مصلحة للرصد الجوي بتونس-منوبية تهتم بمتابعة الأمطار والمناخ، وكان ذلك في عهد الاستعمار الفرنسي. أما أول عملية رصد للزلازل فقد تمت عام 1926.
وبعد الاستقلال، تم تحويل مصلحة العوينة إلى مصلحة الرصد الجوي الوطنية وتعود بالتبعية إلى إدارة مصالح الطيران والبحرية تحت إشراف وزارة الأشغال العمومية والإسكان. ثم أصبحت تلك المصلحة عام 1973 تسمى إدارة الرصد الجوي، وفي السنة الموالية 1974 تحولت إلى المعهد الوطني للرصد الجوي.

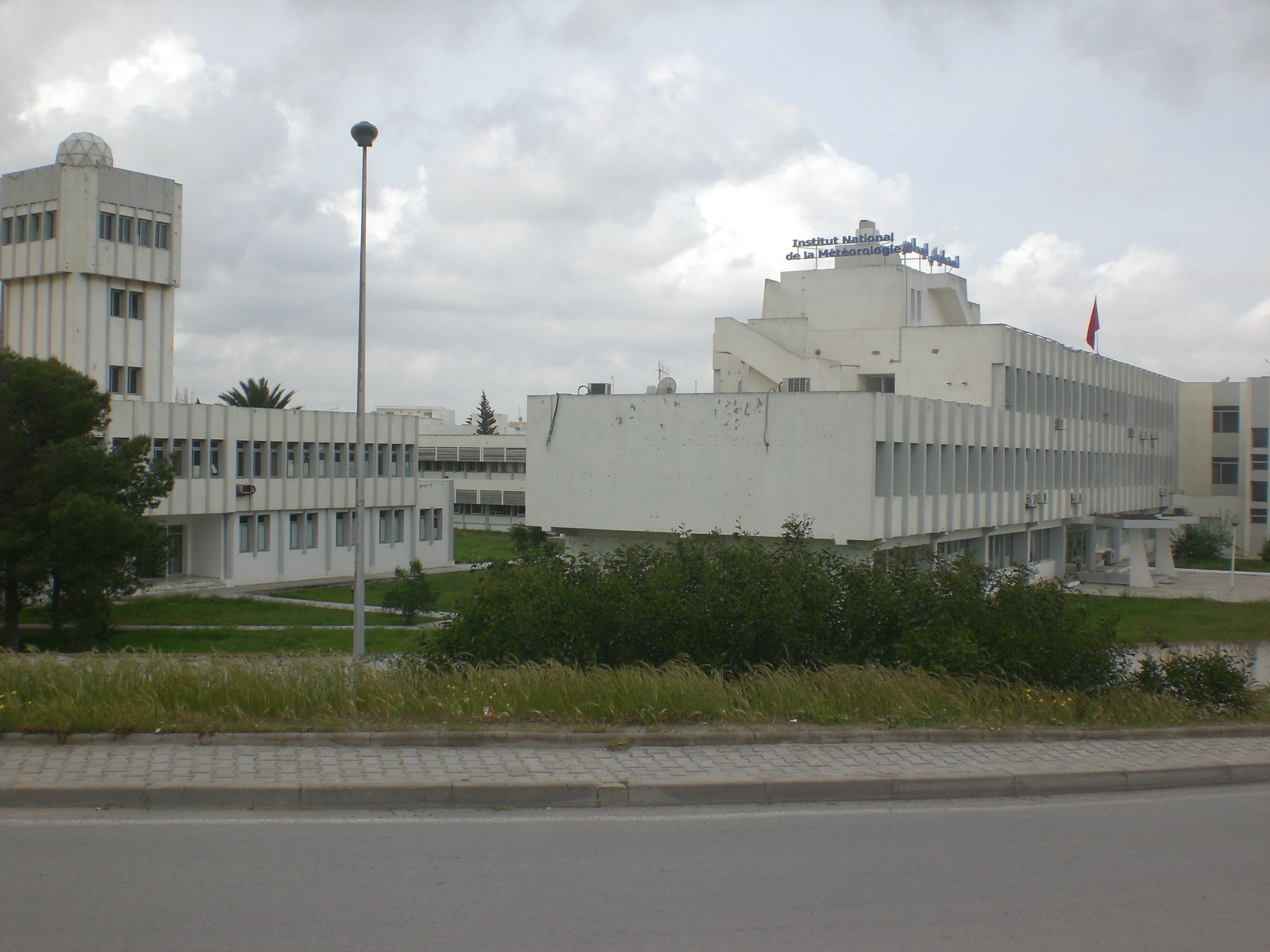
بناية المعهد الوطني للرصد الجوي

## هياكله في الجهات
للمعهد الوطني للرصد الجوي ست وحدات جهوية تغطي مختلف مناطق البلاد، وتوجد تلك المحطات في: العاصمة، وجندوبة بالنسبة للشمال، وسوسة وصفاقس بالنسبة للوسط وتوزر ومدنين بالنسبة للجنوب. ومن مهام تلك المحطات إدارة أنشطة المحطات الراجعة لها بالنظر .

## شبكاته
للمعهد الوطني للرصد الجوي عدة شبكات : مناخية (58)، للرصد الجوي الزراعي (31)، لقيس الأمطار (208)، قيس الزلازل (15) وغيرها.

## وصلة خارجية
موقع المعهد الوطني للرصد الجوي